# Grind (canção)
Grind é a primeira canção do álbum autointitulado do Alice in Chains lançado em 1995, e o primeiro single do álbum. A frase "In the darkest hole, you'd be well advised not to plan my funeral before the body dies" parece ser uma resposta de Jerry Cantrell aos rumores que a banda havia terminado na época entre o lançamento de Jar Of Flies em Janeiro de 1994 e o álbum auto-intitulado em Novembro de 1995. Também havia rumores de que Staley havia morrido durante esse período, e muitos lembram desta frase de abertura como a resposta de Layne àqueles que acreditavam nisso. Foi o primeiro single do álbum e dita o tom de um álbum particularmente sombrio no catálogo da banda.
O vídeo recebeu exibição intensa na MTV no final de 1995.

## Créditos
- Jerry Cantrell – vocal principal, guitarra
- Layne Staley – vocal de apoio
- Mike Inez – contrabaixo
- Sean Kinney – bateria, percussão

## Ranking
| Chart (1995)                                   | Peak position |
| ---------------------------------------------- | ------------- |
| Australia (ARIA)                               | 77            |
| Reino Unido (UK Singles Chart)                 | 23            |
| Reino Unido (OCC UK Rock and Metal)            | 1             |
| Estados Unidos (Billboard Mainstream Rock)     | 7             |
| Estados Unidos (Billboard Alternative Airplay) | 18            |

1. ↑  «The ARIA Australian Top 100 Singles Chart – Week Ending 10 Dec 1995». Imgur.com (original document published by ARIA). Consultado em 7 de Novembro de 2017 N.B. The HP column displays the highest peak reached.
2. ↑  «Alice in Chains: Artist Chart History» (em inglês). Official Charts Company.  Consultado em November 6, 2016.
3. ↑  Official Rock & Metal Singles Chart Top 40» (em inglês). Official Charts Company.  Consultado em March 16, 2017.
4. ↑  «Alice in Chains Chart History (Mainstream Rock)» (em inglês). Billboard.  Consultado em November 6, 2016.
5. ↑  «Alice in Chains Chart History (Alternative Airplay)» (em inglês). Billboard.  Consultado em November 6, 2016.